# Puerto Lápice
Puerto Lápice és un municipi de la província de Ciudad Real a la comunitat autònoma de Castella-La Manxa.

## Demografia
| 1991  | 1996  | 2001  | 2004  | 2006  |
| ----- | ----- | ----- | ----- | ----- |
| 1.000 | 1.041 | 1.032 | 1.008 | 1.011 |